# MEASAT-3a
MEASAT-3a — малайзийский спутник, выведенный на орбиту российско-украинской ракетой «Зенит-3SLБ» 22 июня 2009 года с космодрома Байконур.
Спутник MEASAT-3a создан американской компанией Орбитальная научная корпорация. Аппарат будет предоставлять телекоммуникационные услуги для пользователей Восточной Африки, Среднего Востока, Азии и Австралии. Запланированный срок службы спутника — 15 лет (до 2024 года).